# 由我们民族自己
《由我们民族自己》（：／ Uriminzokkiri），又譯作《我們民族之間》、《我们民族同心》，是朝鮮祖國和平統一委員會官方網站，創建於2003年，主要宣傳朝鮮半島統一的政治思想，與其它朝鲜網站一樣具有濃厚的官方色彩。该网站的服务器位于中国辽宁省沈阳市，以“朝鲜陆佚娱编辑社沈阳代表处”的名义进行备案。
該網站曾在推特、Google+、湯博樂、Flickr、繽趣、Instagram以及中國的優酷、土豆網、 新浪微博和在俄罗斯的VKontakte等先後開設賬號向全球发布其內容，亦在iTunes发布朝鲜歌曲。

## 沿革
臉書於2010年8月刪除該網站的賬號，理由是該網站“身處美國實施禁運國家或美國財政部特別指定國”。 2017年9月8日，该网站YouTube账号亦被移除。YouTube表示：“此帐户已被取消，因为它违反YouTube的社区方针”。据媒体报道称，这个账户的广告收入可能违反了美国的贸易制裁，所以被移除。据YouTube透露，该频道拥有18,000位用户。 但这一举动引发了许多朝鲜研究者的反对和抱怨，表示删除该频道后，他們无法透过其觀察、評估該國情况。
2013年3月下旬，该网站遭到猛烈的网络攻击，这次攻击导致国际互联网用户无法访问该网站。匿名者在推特上称，他们将会在互联网上公布该网站9001名会员的信息。与此同时，其它的朝鲜官方宣传网站也被篡改主页或被黑客袭击。
在2023年年底朝鮮勞動黨八屆九中全會召開完畢，金正恩將大韓民國定調爲「朝鮮民主主義人民共和國最敵對國家」之後，自2024年開始，由北韓政府開設的外宣網站，包括「由我們民族自己」、「今日朝鮮」、「統一的回聲」等均開始將涉及兩韓統一的內容移除，而自2024年1月11號開始，上述網站亦出現無法存取的現象。2024年1月13號，朝鮮中央通訊社報導北韓政府在2024年1月12號開始轉變對南韓的政策方針，並開始清理原先用於改善兩韓關係和實現兩韓和平統一的机构。對此，韓聯社的分析認爲，北韓政府正在調整對南韓的策略並正在整編這些主對南韓的外宣機構。而南華早報認爲，金正恩正在做好兩韓開戰的準備，並引述南韓統一研究院的官員發言，稱北韓已經放棄兩韓統一並將兩韓之間的關係正式定調爲國與國之間的關係，由此北韓政府在2024年對南韓可能會採取更強烈的攻勢行動。

## 外部連結
- 由我们民族自己的X（前Twitter）
- 由我们民族自己的Google+頁面 （页面存档备份，存于）
- 由我们民族自己的Tumblr
- 由我们民族自己在Flickr上的页面
- 由我们民族自己 的pinterest
- 由我们民族自己的Instagram帳戶
- 由我们民族自己的優酷頁面 （页面存档备份，存于）
- 由我们民族自己的土豆網頁面 （页面存档备份，存于）
- 由我们民族自己的新浪微博
- 由我们民族自己的VKontakte專頁